# 丁榮
丁榮（1454年—？），字宗仁，直隸安慶府懷寧縣人，民匠籍，明朝政治人物。

## 生平
成化二十二年（1486年）丙午科應天府鄉試第五十六名舉人。成化二十三年（1487年）中式丁未科會試第一百五十八名，三甲第九十三名進士。

## 家族
曾祖丁禮；祖父丁紹；父丁順，母楊氏。慈侍下。